# Clematis hirsuta
Espèce
Le Clematis hirsuta est une espèce de plantes grimpantes de la famille des Ranunculaceae et du genre Clematis. Un extrait de ses feuilles s'est révélé avoir une action antifongique sur Candida albicans.